# 魯凱語音系
魯凱語音系（Rukai phonology）為魯凱語之音系。

## 語言分區
萬山魯凱語是分歧性最高的魯凱方言。李壬癸院士(2001)將魯凱語分為幾個分支如下：
- 魯凱語
  - 萬山 (Mantauran) 250–300人
  - (主要分支)
    - 馬加–多納
      - 馬加 (Maga)
      - 多納 (Tona)

    - 霧台–大南(主要魯凱語)
      - 霧台 (Budai)
      - 大南 (Tanan；亦稱 Taromak)

李壬癸院士認為魯凱語是第1個從原始南島語分裂出來的南島語言。下列為李壬癸院士所評估出來的台灣南島語的分裂時期。Li (2008:215)
1. 原始南島語：公元前 4,500年
2. 魯凱語：公元前 3,000年
3. 鄒語：公元前 2,500年 (大約在公元前 1,000年分裂為北鄒語群及南鄒語群)
4. 其他大多數台灣南島語分裂時期：公元前 2,000年 至 0年
5. 西部平原台灣南島語：公元 1,000年

## 元輔音
大多數的魯凱語方言有4個元音，以及翹舌音和齒間音(Interdental consonant)等輔音。同樣霧台魯凱語有4個元音，/i ə a u/。/ə/不是一個schwa(schwa)音，而是一個全元音。字詞在音位上是以一輔音加上一迴聲元音(echo vowel)來結尾、回聲元音屬於/i ə u/其中之一， 而不是如形態音位的(morphophonology)的元音經常在派生上遺失掉。當詞幹最後的元音是/a/時須用/ə/。
霧台魯凱語輔音為： 
|        | 雙唇音 | 齒齦內音 | 齒齦音 | 捲舌音 | 硬顎音 | 軟顎音 |
| ------ | ------ | -------- | ------ | ------ | ------ | ------ |
| 鼻音   | m      |          | n      |        |        | ŋ      |
| 爆破音 | p b    |          | t d    | ɖ      |        | k ɡ    |
| 塞擦音 |        |          | ts     |        |        |        |
| 擦音   | v      | θ ð      | s      |        |        |        |
| 顫音   |        |          | r      |        |        |        |
| 近音   | w      |          | l      | ɭ      | j      |        |

在排湾语及中文的影響下，年輕一輩有時發 /ð/ 音為 [z] 音。在大南魯凱語(Tanan)裡，年輕一輩同樣地融合 /s/ 音及 /θ/ 音為 [s] 音。
在萬山魯凱語(Mantauran)裡，清塞音含有擦音於：*b 對 /v/，*d 及 *ɖ 對 /ð/，和 *g 對 /h/ 等之情況中。此些語音現象的研究來自齊莉莎的發表論文(Zeitoun 2007)。總的有輔音 15 個、及元音 4 個如下：
- 15個輔音，寫為 p, t, k, /ʔ/, v, s, h, dh, c, m, n, ng, l, r, lr
- 4個元音，寫為 a, i, e, o

## 外部連結
- 政大原民語教文中心(含魯凱語題庫)
- 台灣南島語言的奧秘(影片) （页面存档备份，存于）
- 公共電視_知識的饗宴-第十九集 台灣南島語言的奧秘 （页面存档备份，存于）